# Bleptina orphiusoides
Bleptina orphiusoides là một loài bướm đêm trong họ Noctuidae.